# Zarafasaura oceanis
La zarafasaura (Zarafasaura oceanis) è un rettile marino estinto, appartenente ai plesiosauri. Visse alla fine del Cretaceo superiore (Maastrichtiano, circa 67 milioni di anni fa) e i suoi resti sono stati ritrovati in Marocco. È uno degli ultimi plesiosauri noti, e il primo elasmosauride africano descritto.

## Descrizione e classificazione
Questo rettile marino è conosciuto principalmente per un cranio e una mandibola quasi completi e di altri resti attribuiti che includono uno scheletro quasi completo, lungo circa 7 metri, ritrovato nelle rocce fosfatiche del Marocco. Come tutti i suoi stretti parenti (elasmosauridi), Zarafasaura era dotato di un collo eccezionalmente allungato, un corpo schiacciato e quattro arti trasformati in strutture simili a pinne. Alcune caratteristiche (la forma dell'osso squamoso e il palato) lo distinguevano però dagli altri elasmosauridi provenienti dal Nordamerica e dal Giappone. Il cranio, inoltre, sembrerebbe essere stato più corto rispetto a quello delle forme simili.

## Importanza paleogeografica

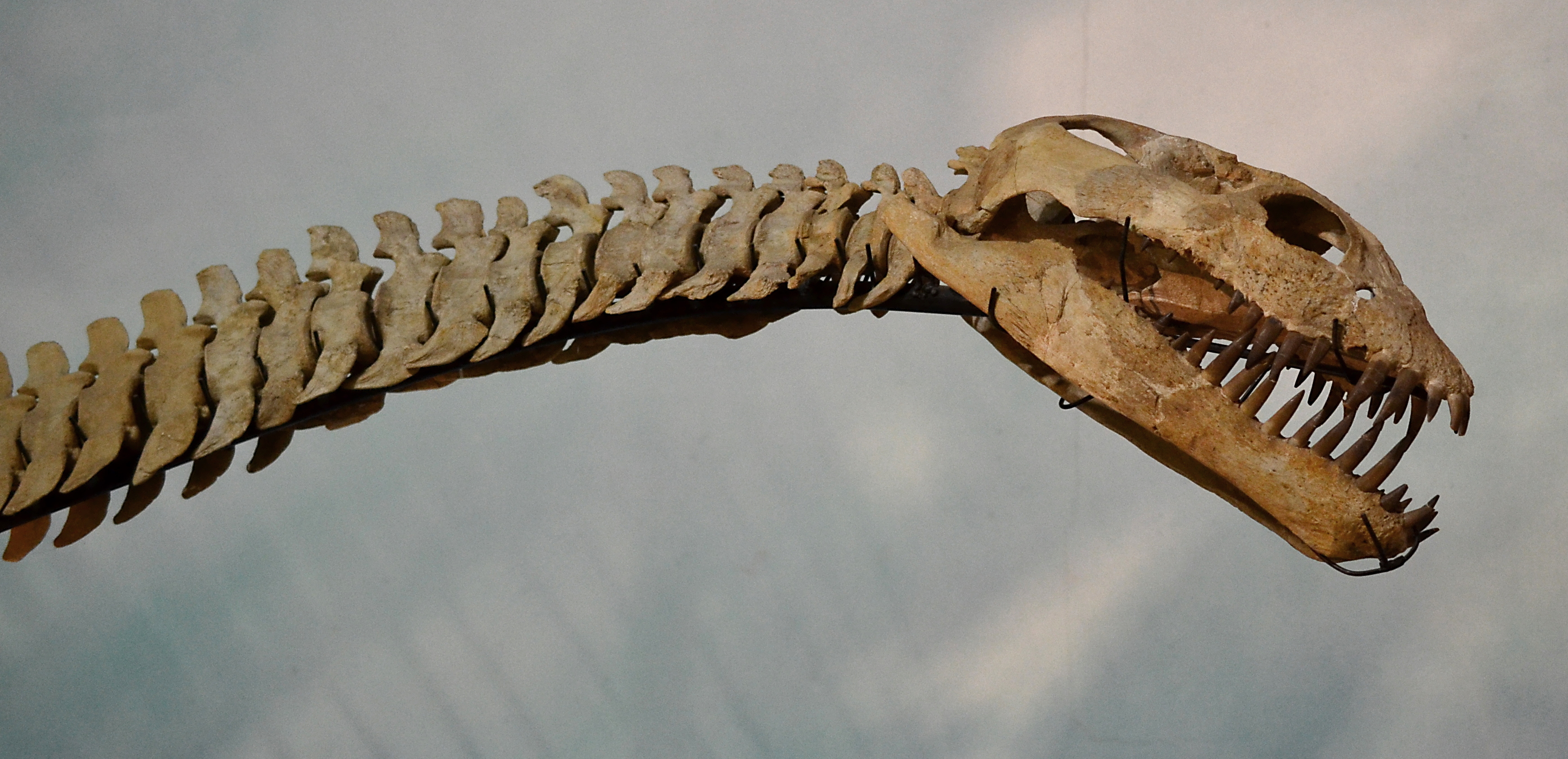
Parte del collo e cranio di Zarafasaura

I resti fossili di Zarafasaura, descritti per la prima volta nel 2011, aiutano a comprendere la paleobiodiversità e la paleogeografia dei plesiosauri del Cretaceo superiore: le caratteristiche peculiari di Zarafasaura (il cui nome significa "lucertola giraffa dell'oceano") indicano che vi era un certo grado di endemismo tra i plesiosauri del Maastrichtiano, e che questi erano altamente diversificati e diffusi globalmente appena prima della fine del Cretaceo. Ciò corrobora l'ipotesi di un'estinzione catastrofica dei plesiosauri nel confine K/T, come avvenuto per numerosi altri gruppi tra cui i dinosauri.